# Sidney Skolsky
Sidney „Sid“ Skolsky (* 2. Mai 1905 in New York City; † 3. Mai 1983 in Los Angeles) war ein US-amerikanischer Journalist und Autor, der vor allem als  Gesellschaftskolumnist in Hollywood bekannt wurde. Gelegentlich trat er in kleineren Rollen als Schauspieler oder als Filmproduzent in Erscheinung.
Skolsky gilt als der Journalist, der 1934 die Bezeichnung „Oscar“ für den Academy Award of Merit als erster in einem gedruckten Werk benutzte und dadurch popularisierte.

## Leben
Sidney Skolsky wurde 1905 im New Yorker Stadtbezirk Manhattan als eines von drei Kindern einer jüdischen Familie geboren. Er besuchte die DeWitt Clinton High School und studierte später an der New York University, wo er im Hauptfach Journalismus belegte. Nach seinem Studium arbeitete Skolsky als Presseagent am Broadway für die Theaterproduzenten Sam H. Harris, Earl Carroll und George White.
1929 erhielt er in der New York Sun seine eigene Broadway-Kolumne Times Square Tintypes. Mit diesen tintypes oder auch typewriter caricatures begann seine mehr als 50-jährige Karriere als Gesellschaftskolumnist. Ab dem Jahr 1932 war Skolsky als Kolumnist und Entertainment-Reporter in Hollywood tätig. Seine Texte erschienen in verschiedenen Zeitschriften wie der New York Post und dem Los Angeles Herald. Am 16. März 1934 benutzte Skolsky als erster Journalist die Bezeichnung „Oscar“ für den Academy Award of Merit in seiner Gossip-Kolumne.
Bald erhielt Skolsky kleinere Schauspielrollen, in denen er Journalisten oder teilweise sogar sich selbst darstellte; mehrheitlich ohne Credit. Skolsky und Claude Binyon lieferten die Story für das Drehbuch zur Komödie The Daring Young Man, die 1935 von William A. Seiter verfilmt wurde. 1953 produzierte er The Eddie Cantor Story, für die Skolsky gemeinsam mit Ted Sherdeman und Jerome Weidman auch das Drehbuch geschrieben hatte.  Im gleichen Jahr erschien seine Biografie Marilyn, the Story of Marilyn Monroe. Eine weitere Arbeit als Produzent war 1956 die Al-Jolson-Filmbiografie Der Jazzsänger.
1975 veröffentlichte er seine Autobiografie Don’t Get Me Wrong, I Love Hollywood, in deren Titel Skolsky die Schlusszeile seiner Kolumne aufgriff.
Skolsky starb 1983 nach längerer Krankheit einen Tag nach seinem 78. Geburtstag in seiner Wohnung in Los Angeles. Er hinterließ seine langjährige Ehefrau Estelle Lorenz Skolsky (1909–1993) sowie die zwei Töchter Nina Marsh (1932–2020) und Steffi Sidney (1935–2010). Seinen Nachlass inklusive zahlreicher Manuskripte und Fotografien überließen seine Frau und seine Tochter Steffi später der Margaret Herrick Library.

## Filmografie (Auswahl)
Schauspieler (mehrheitlich ohne Credit)
- 1932: The Sport Parade
- 1933: Hallelujah I’m a Bum
- 1934: Tag, Nellie! (Hi, Nellie!)
- 1934: Gift of Gab
- 1941: Tom, Dick und Harry (Tom, Dick and Harry)
- 1947: The Corpse Came C.O.D.
- 1950: Boulevard der Dämmerung (Sunset Boulevard)
- 1958: Reporter der Liebe (Teacher’s Pet)
- 1961: The Right Approach
- 1967: Die nackten Tatsachen (Don’t Make Waves)
- 1968: Große Lüge Lylah Clare (The Legend of Lylah Clare)

Drehbucharbeit
- 1935: The Daring Young Man (Story)
- 1953: The Eddie Cantor Story

Produzent
- 1946: Der Jazzsänger (The Jolson Story)
- 1953: The Eddie Cantor Story

## Schriften
- Times Square Tintypes: Being Typewriter Caricatures of Those who Made Their Names Along the Not So Straight and Very Narrow Path of Broadway. I. Washburn, New York, 1930, 291 Seiten.
- Marilyn, the Story of Marilyn Monroe. Dell Pub. Co., New York, 1954, 82 Seiten.
- Don't Get Me Wrong: I Love Hollywood. Putnam, New York, 1975, 258 Seiten, ISBN 978-0-399-11546-2.